# Marian Jaworski

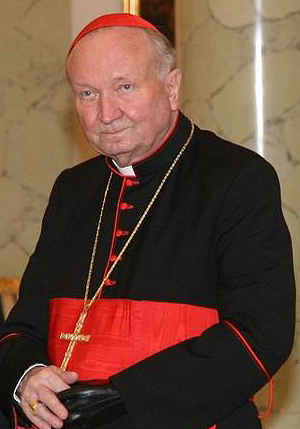
Marian Kardinal Jaworski (2008)

Wappen von Marian Kardinal Jaworski

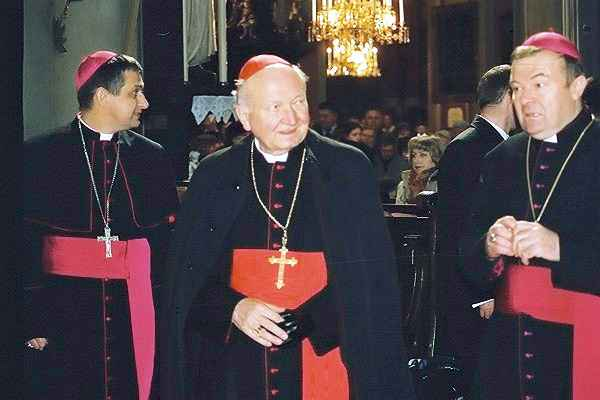
Kardinal Jaworski (Mitte) mit den Bischöfen Leon Mały (Rechts) und Marian Buczek (Links)

Marian Franciszek Kardinal Jaworski (ukrainisch Мар'ян Францішек Яворський; * 21. August 1926 in Lemberg, Polen; † 5. September 2020 in Krakau, Polen) war ein polnisch-ukrainischer Geistlicher und römisch-katholischer Erzbischof von Lemberg.

## Leben und Wirken
Marian Jaworski studierte in Lemberg und Krakau die Fächer Katholische Theologie und Philosophie und empfing am 25. Juni 1950 durch den Erzbischof von Lemberg Eugeniusz Baziak die Priesterweihe für das Erzbistum Krakau. Anschließend wirkte er als Gemeindeseelsorger, ehe er im Zuge weiterführender Studien 1952 an der Jagiellonen-Universität in Krakau mit der Dissertation über Joseph Geysers Ansichten zum Prinzip der Kausalität in Theologie und 1955 an der Katholischen Universität Lublin mit der Dissertation über Aristoteles und Thomistische Theorie vor dem Hintergrund des Seinsbegriffs in Philosophie promoviert wurde. Von 1956 bis 1958 war er persönlicher Assistent von Erzbischof Eugeniusz Baziak. Von 1961 bis 1967 hatte er eine Dozentur an der Fakultät für Christliche Philosophie der Katholischen Universität Lublin inne. 1965 habilitierte er sich an der Philosophischen Fakultät der Akademie für Katholische Theologie in Warschau mit einer Schrift über Romano Guardini. Bei einem Eisenbahnunfall bei Sarnowo (deutsch Scharnau) in der Nähe von Działdowo (Soldau) verlor er 1967 seine linke Hand.
Von 1970 bis 1984 versah er die Aufgabe des Sekretärs beim Wissenschaftsrat der Polnischen Bischofskonferenz. Er war insbesondere eingebunden in die Erneuerung und Organisation der theologischen Fakultäten in ganz Polen und bemühte sich um deren öffentliche Anerkennung durch die staatlichen Behörden. 1974 wurde er in das Domkapitel des Erzbistums Lublin aufgenommen; 1976 erfolgte die Ernennung zum Päpstlichen Ehrenprälaten durch Papst Paul VI. Von 1976 bis 1981 wirkte er als Professor, Dekan und ab 1982 als erster Rektor an der neu errichteten Päpstlichen Theologischen Akademie in Krakau.
Marian Jaworski wurde von Papst Johannes Paul II. am 21. Mai 1984 zum Titularbischof von Lambaesis und zum Apostolischen Administrator für die in Polen gelegenen Territorien des Erzbistums Lemberg ernannt. Die Bischofsweihe spendete ihm am 23. Juni 1984 der Erzbischof von Krakau, Franciszek Kardinal Macharski; Mitkonsekratoren waren Henryk Roman Gulbinowicz, Erzbischof von Breslau und späterer Kardinal, sowie Jerzy Karol Ablewicz, Bischof von Tarnów. 1987 wurde er eingesetzt als Berater der Kongregation für katholische Seminare und Universitäten.
Am 16. Januar 1991 ernannte ihn Papst Johannes Paul II. zum ersten römisch-katholischen Erzbischof von Lemberg seit dem Zweiten Weltkrieg. Von 1992 bis 2008 war er Vorsitzender der Konferenz des römisch-katholischen Episkopats in der Ukraine. 1992 erhält er das Pallium als Metropolit aus den Händen des Apostolischen Nuntius in der UdSSR, Erzbischof Francesco Colasuonno in der Kathedrale von Lemberg. 1996 wurde er Berater der Kongregation für das katholische Bildungswesen. Er war Apostolischer Administrator der Diözese Luzk (1996–1998) und Rektor des Höheren Theologischen Seminars der Erzdiözese Lemberg (1996–2008).
Am 21. Februar 1998 wurde er von Papst Johannes Paul II. „in pectore“ zum Kardinal kreiert und am 21. Februar 2001 als Kardinalpriester mit der Titelkirche San Sisto Vecchio in das Kardinalskollegium aufgenommen. Er war Teilnehmer am Konklave bei der Wahl des neuen Papstes Benedikt XVI. Am 21. Oktober 2008 nahm Papst Benedikt XVI. Jaworskis aus Altersgründen vorgebrachtes Rücktrittsgesuch an. Jaworski kehrte nach Polen zurück und setzte sich in Krakau zur Ruhe.
Jaworski gehörte zu den engsten Freunden von Papst Johannes Paul II. und war unter anderem sein Beichtvater. 2005 erteilte er Johannes Paul II. das Sakrament der Krankensalbung.

## Ehrungen und Auszeichnungen
Marian Jaworski wurde mehrfach ausgezeichnet. 1985 verlieh ihm die Rheinische Friedrich-Wilhelms-Universität Bonn die Ehrendoktorwürde; es folgten die Kardinal-Stefan-Wyszyński-Universität Warschau (2002) und die Päpstliche Universität Johannes Paul II. Krakau (2006) sowie der Päpstlichen Theologischen Fakultät Breslau. 1996 erhielt er die Bene-Merenti-Medaille der Päpstlichen Akademie für Theologie in Krakau; 2016 folgte die Bene-Medaille der Polnischen Theologischen Gesellschaft.
2017 wurde er Ritter des Ordens des Weißen Adlers, der höchsten Ehrung der Dritten Republik Polen. Er war bereits seit 2008 Großoffizier der polnischen zweithöchsten zivile Auszeichnung, des Orden Polonia Restituta. 2002 wurde er von Staatspräsident Leonid Kutschma mit dem Verdienstorden der Ukraine, dem Orden des Fürsten Jaroslaw des Weisen (V. Klasse), geehrt; es folgte 2006 eine Rangerhöhung in die IV. Klasse durch Staatspräsident Wiktor Juschtschenko.
Er war Ehrenbürger von Lubaczów (1996) und von Krakau (2002).

## Mitgliedschaften
Kardinal  Jaworski war Mitglied folgender Einheiten der Römischen Kurie:
- Kongregation für den Klerus (ab 2001)[6]
- Päpstlicher Rat für die Familie (ab 1998; bestätigt 2001)[7]
- Päpstliche Akademie des hl. Thomas von Aquin